# Política da Guiné Equatorial
A Política da Guiné Equatorial  tem lugar num quadro de uma ditadura militar, disfarçada de republica presidencial, segundo o qual o Presidente é tanto o chefe de estado e chefe de governo. O Poder executivo é exercido pelo governo e o Poder legislativo é investido tanto no governo como na Câmara dos Representantes do Povo.

## Poder Executivo
| Cargo                    | Nome                          | Partido | Desde               |
| ------------------------ | ----------------------------- | ------- | ------------------- |
| Presidente               | Teodoro Obiang Nguema Mbasogo | PDGE    | 3 de agosto de 1979 |
| Primeiro Vice-Presidente | Teodoro Nguema Obiang Mangue  | PDGE    | 22 de junho de 2016 |
| Primeiro-ministro        | Francisco Pascual Obama Asue  | PDGE    | 23 de junho de 2016 |

A constituição da Guiné Equatorial de 1982 dá amplos poderes ao Presidente, incluindo a nomeação e destituição dos membros do gabinete, elaboração das leis por decreto, dissolve a Câmara dos Representantes, negociar e ratificar tratados e convocar eleições legislativas. O presidente mantém seu papel como comandante-em-chefe das forças armadas e ministro da Defesa, e mantém um controle rigoroso da atividade militar. O Primeiro-ministro é nomeado e opera no âmbito de competências designadas pelo Presidente. O Primeiro-ministro coordena as atividades do governo em áreas que não sejam dos Negócios Estrangeiros, defesa e segurança nacionais.
Teodoro Obiang Nguema Mbasogo tomou o poder em um golpe militar, e foi reeleito para o posto consecutivamente.
Outro ramo oficial do governo é o Conselho de Estado. A principal função do Conselho de Estado é servir como guarda em caso de morte ou incapacidade física do presidente. É composto pelos seguintes membros ex-officio: o Presidente da República, o Primeiro-ministro, o Ministro da Defesa, o Presidente da Assembleia Nacional e do Presidente do Conselho Econômico e Social.

## Poder Legislativo
A Câmara dos Representantes do Povo tem 100 membros, eleitos para um mandato de cinco anos de representação proporcional em multi-membro de circunscrições. A Guiné Equatorial tem um partido dominante do Estado. Isso significa que apenas um partido político, o Partido Democrático da Guiné Equatorial é de fato autorizado a deter o poder efetivo. Apesar de partidos menores serem autorizados, são de fato obrigados a aceitar a liderança do partido dominante.

## Partidos políticos e eleições
| Candidatos                    | Partidos                                                                          | %    |
| ----------------------------- | --------------------------------------------------------------------------------- | ---- |
| Teodoro Obiang Nguema Mbasogo | Partido Democrático da Guiné Equatorial (Partido Democrático da Guiné Equatorial) | 97.1 |
| Celestino Bonifacio Bacalé    | Convergência para a Democracia Social (Convergência para a Democracia Social)     | 2.2  |
| Total (comparecimento 98%)    | Total (comparecimento 98%)                                                        | 100  |
| Fonte: Eleições africanas     |                                                                                   |      |

| Partidos                                                                          | Votos   | %    | Cadeiras |
| --------------------------------------------------------------------------------- | ------- | ---- | -------- |
| Partido Democrático da Guiné Equatorial (Partido Democrático da Guiné Equatorial) | 99,892  | 49.4 | 68       |
| Oposição Democrática, em aliança com PDGE                                         | 85,822  | 42.4 | 30       |
| Convergência para a Democracia Social (Convergência para a Democracia Social)     | 12,202  | 6.0  | 2        |
| Total (comparecimento 96%) (boicotado pela maioria da oposição)                   | 202,269 |      | 100      |
| Fonte: Eleições africanas                                                         |         |      |          |

## Poder Judiciário
O sistema judicial segue semelhantes níveis administrativos. No topo está o presidente e seus assessores judiciais (o Supremo Tribunal). Em ordem decrescente são os recursos jurisdicionais, juízes chefe de divisão, e magistrados locais. As leis e os costumes tribais são honrados no sistema formal de tribunal quando não estão em conflito com a lei nacional. O actual sistema judicial, que muitas vezes usa o direito, é uma combinação da tradicional, civis, militares e de justiça, e que opera em um modo direto ao assunto, por falta de procedimentos estabelecidos e com experiência pessoal judicial.

## Divisões administrativas

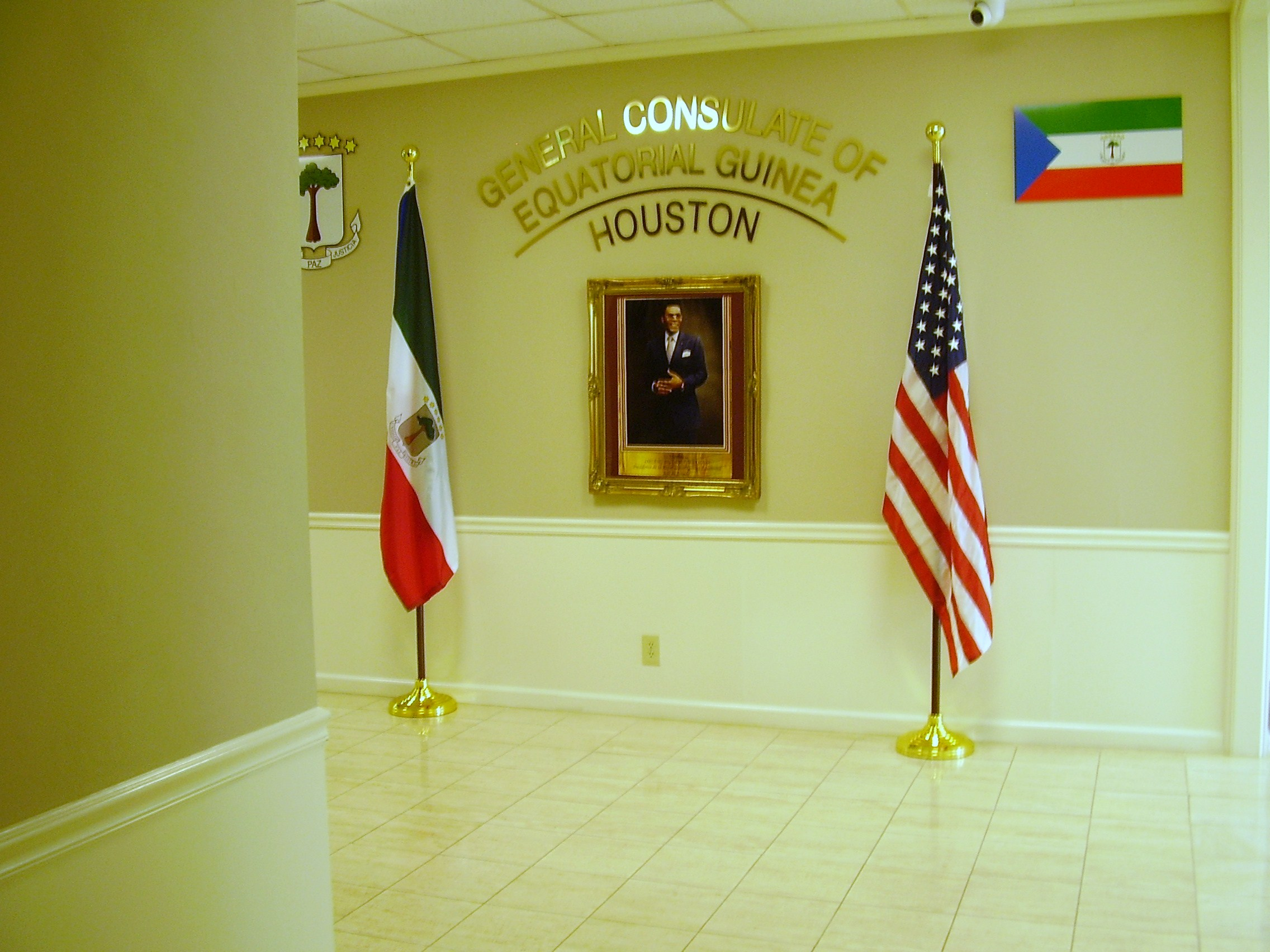
Quadro de Teodoro Obiang Nguema Mbasogo na entrada do Consulado-Geral da Guiné Equatorial, um complexo diplomático em um edifício de escritórios em Houston, Texas, Estados Unidos

A Guiné Equatorial é dividida em 7 províncias: Annobon, Bioko Norte, Bioko Sur, Centro Sur, Kie-Ntem, Litoral e Wele-Nzas.
O Presidente nomeia os governadores das sete províncias. Cada província está dividida administrativamente em distritos e os municípios. O sistema insere-se no âmbito administrativo interno do Ministério da Administração do Território; vários outros ministérios são representados no nível provincial e distrital.

## Participação em Organizações internacionais
- ACCT, Agência para a Comunidade falante de Língua Francesa,
- ACP, Grupo de Estados Africano, das Caraíbas e do Pacífico,
- AfDB, Banco Africano de Desenvolvimento,
- BDEAC, Central African States Development Bank,
- CEEAC, Economic Community of Central African States,
- ECA, Economic Commission for Africa,
- FAO, Food and Agriculture Organization,
- FZ, Zona Franca,
- G-77, Grupo dos 77,
- IBRD, International Bank for Reconstruction and Development,
- ICAO, International Civil Aviation Organization,
- ICRM, International Red Cross and Red Crescent Movement,
- IDA, Associação Internacional de Desenvolvimento,
- IFAD, International Fund for Agricultural Development,
- IFC, International Finance Corporation,
- IFRCS, International Federation of Red Cross and Red Crescent Societies,
- ILO, Organização Internacional do Trabalho,
- IMF, Fundo Monetário Internacional,
- IMO, Organização Marítima Internacional,
- Intelsat, Organização Internacional de Telecomunicações por Satélite,
- Interpol, Organização Internacional de Polícia Criminal,
- IOC, Comitê Olímpico Internacional,
- ITU, União Internacional das Telecomunicações,
- NAM, Movimento Não Alinhados,
- OAS; (observador), Organização dos Estados Americanos
- OAU, Organização da Unidade Africana,
- OPCW, Organização para a Proibição de Armas Químicas,
- UDEAC, Central African Customs and Economic Union,
- UN, Nações Unidas,
- UNCTAD, Conferência das Nações Unidas sobre Comércio e Desenvolvimento,
- UNESCO, Nações Unidas para a Educação, a Ciência e a Cultura,
- UNIDO, Organização das Nações Unidas para o Desenvolvimento Industrial,
- UPU, União Postal Universal,
- WHO, Organização Mundial da Saúde,
- WIPO, Organização Mundial da Propriedade Intelectual,
- WToO, Organização Mundial do Turismo,
- WTrO;(applicant),Organização Mundial do Comércio